# The Deadly Game - Gioco pericoloso
The Deadly Game - Gioco pericoloso (All Things to All Men) è un thriller del 2013, scritto e diretto da George Isaac.  

## Trama
Una squadra di detective londinesi guidati da Jonathan Parker (Rufus Sewell) ricattano un noto boss mafioso Joseph Corso "il mercante" (Gabriel Byrne). 
Dopo aver incastrato il figlio del boss, Mark Corso (Pierre Mascolo), per droga, costringono Corso ad organizzare un furto che deve coinvolgere un abile ladro Riley (Toby Stephens). 
Il movente inizialmente sembra la vendetta, ma l'intera operazione appare presto molto più complessa e pericolosa per tutti i soggetti coinvolti.
Nel cast compaiono anche Elsa Pataky, Ralph Brown, Terence Maynard, Leo Gregory, Julian Sands, David Schofield, James Frain e Ekaterina Zalitko.

## Produzione
Il film è stato girato interamente a Londra, in sette settimane, con un budget di soli 3 milioni di sterline. Prodotto dallo stesso George Isaac, è stato finanziato anche da Pierre Mascolo, suo amico, che ha collaborato anche alla sceneggiatura.

## Accoglienza
"Crudo, veloce ed intenso." Total Film